# Nikola Žigić
Nikola Žigić (Bačka Topola, Vojvodina, Sèrbia, 25 de setembre del 1980) és un exfutbolista serbi que jugava com a davanter. El seu darrer equip va ser el Birmingham City.
Va arribar al València CF a l'agost del 2007 procedent del Racing de Santander. Nomenat jugador de l'any en Sèrbia i Montenegro (el 2003, 2005 i 2006), amida 2,02 metres i és un dels futbolistes més alts del món. Açò li converteix en un poderós jugador encara que no és la seua única virtut, és també prou ràpid malgrat la seua alçària. Encara que el seu lloc és de davanter, es destaca també per traure innombrables balons en defensa sobretot en jugades del contrari a baló parat.
En el modest equip serbi del AIK Backa Topola es va veure en poc temps la seua capacitat golejadora marcant 68 gols en 76 partits. Després l'Estrella Roja es va fer amb els seus serveis, cedint-lo al Kolubara Lazarevac i l'Association Sportive de Saint-Étienne Loire francès, clubs en els quals no va poder continuar la seua gran progressió encara que una tercera cessió al Spartack Subotica va retornar a Žigić als seus nombres, marcant 14 gols en les 11 trobades que va disputar amb el seu equip.
Žigić va continuar brillant en el seu club, l'Estrella Roja de Belgrad. El seu gran gol des de 30 metres contra l'AS Roma en la Copa UEFA va delectar als aficionats locals i ho va espentar de cara al mercat internacional.
El 29 d'agost de 2006, Žigić signava un contracte amb el Racing de Santander per a les següents quatre campanyes. La quantitat que va pagar el club càntabre a l'Estrella Roja va ser de 6 milions d'euros (7 segons la font) sent fins a aquell moment el traspàs més car de la història del club. Dies després, li van nomenar millor jugador serbi de l'any 2006.
La seua aportació a aquest equip el primer any va ser molt destacada, formant juntament amb Pedro Munitis l'anomenat Duo sacapuntos jugant 32 partits tots ells com a titular, marcant 11 gols i intervenint en innombrables jugades bé siga provocant penals, donant l'última passada (5 assistències) o provocant faltes a la vora de l'àrea, en els 6 partits en els quals no jugà Nikola el Racing de Santander solament va empatar 1 i va perdre els altres 5. Aquest jugador que no va arribar amb gran àlies, però prompte ja era considerat un davanter a seguir en la lliga espanyola i sobretot un jugador a seguir en el projecte del Racing de Santander.
El dia 9 d'agost de 2007 es va fer publica la seua contractació per 5 temporades i uns 15 milions d'euros pel València CF. Fonts del club valencianista ronden la xifra del traspàs en 13-14 milions d'euros, no obstant això, el Racing de Santander afirma que la venda va ser per 18-19 milions d'euros. 
El 29 de desembre de 2008 es fa oficial la cessió fins a final de temporada
al Racing de Santander, després de no tindre minuts amb Unai Emery d'entrenador dels de Mestalla.

## Clubs
| Club                | País          | Temporada   | Partits jugats | Gols |
| ------------------- | ------------- | ----------- | -------------- | ---- |
| AIK Bačka Topola    | Sèrbia        | 1998 - 2002 | 76             | 68   |
| FK Mornar Bar       | Sèrbia        | 2002        | 23             | 15   |
| Kolubara Lazarevac  | Sèrbia        | 2002        | 26             | 10   |
| Spartak Subotica    | Sèrbia        | 2003        | 11             | 14   |
| Estrella Roja       | Sèrbia        | 2003-2006   | 110            | 71   |
| Racing de Santander | Espanya       | 2006-2007   | 29             | 11   |
| València CF         | País Valencià | 2007-2008   | 15             | 1    |
| Racing de Santander | Espanya       | 2008-2009   | 5              | 4    |

## Palmarès
| Títol        | Club        | Any  |
| ------------ | ----------- | ---- |
| Copa del Rei | València CF | 2008 |